# Ivan Beneš
Ivan Beneš (* 17. února 1960 Praha) je bývalý český basketbalista a trenér, v letech 2015–2017 kouč ženské basketbalové reprezentace České republiky, také trénující VŠ Praha. V rámci hráčské kariéry se stal trojnásobným vicemistrem Československa (1989, 1990, 1991) a vicemistrem České republiky 1993.
Basketbal hrál za VŠ Praha jako dorostenec, poté 1979/81 za Bohemians Praha a 1981–1985 za Duklu Dejvice. V československé basketbalové lize hrál za klub Sparta Praha (1985–1995, 10 sezón) a získal tři stříbrné medaile za druhá místa v československé lize letech 1989 až 1991, stříbrnou a bronzovou medaili v české basketbalové lize v letech 1993 a 1994.
S týmem Sparta Praha se zúčastnil jednoho ročníku FIBA Poháru vítězů pohárů 1991/92, kde Sparta Praha byla vyřazena ve 2. kole řeckým Panionios Atheny. Dále hrál 5 ročníků FIBA Poháru Korač v letech 1989–1995.
V letech 1995–1999 byl hrajícím trenérem družstva mužů BK Kralupy nad Vltavou. V České basketbalové lize žen v USK Praha dvě sezóny 1999–2001 byl hlavní trenér družstva žen (3. a 2. místo) a v letech 2001–2012 asistentem trenéra družstva žen, s nímž získal v české lize tři zlaté, 7 stříbrných a jednu bronzovou medaili. S družstvem se zúčastnil 13 ročníků FIBA Evropských klubových pohárů (10x Euroliga žen, 3x Pohár Ronchetti). Od prosince 2012 je trenérem ligového družstva žen ze Strakonic.
V České basketbalové reprezentaci je od roku 2009 asistentem trenéra žen, s nímž se zúčastnil Olympijských her 2012 (Londýn, 7. místo), Mistrovství světa žen 2010 (Ostrava, Brno, 2. místo) a 2014 (Turecko, 9. místo), Mistrovství Evropy žen 2009 (Litva, 9. místo), 2011 (Polsko, 4. místo) a 2013 (Francie, 6. místo). Dále byl trenérem Českého reprezentačního družstva žen na Univerziádách v letech 2003 (7. místo, Daegu, Korea), 2005 (9. místo, Izmir, Turecko), 2007 (4. místo, Bangkok, Thajsko), 2009 (7. místo, Srbsko).

## Hráčská kariéra

### Kluby
- 1985–1992 Sparta Praha – 3x vicemistr (1989, 1990, 1991), 5. místo (1992), 2x 7. místo (1987, 1988), 9. místo (1986)
  - Československá basketbalová liga celkem 9 sezón (1983–1992) a 2063 bodů
- 1993–1995 Sparta Praha – vicemistr (1993), 3. místo (1994), 5. místo (1995)
  - Česká basketbalová liga (1993–1995, 3 sezóny, 354 bodů)
- V československé a české basketbalové lize celkem 11 sezón a 2417 bodů

### FIBA Evropské basketbalové poháry klubů
- Sparta Praha
- FIBA PVP 1991/92 – ve 2. kole vyřazení řeckým Panionios Atheny rozdílem 14 bodů ve skóre
- FIBA Poháru Korač
  - 1989/90 vyřazení rozdílem 2 bodů švýcarským Bellinzona Basket (88–83, 73–80)
  - 1990/91 vyřazení rozdílem 5 bodů ve skóre řeckým Panathinaikos Atheny (64–72, 75–72)
  - 1992/93 vyřazení řeckým AEK Atheny (82–91, 80–95)
  - 1993/94 postup přes švýcarský Lugano Basket (101–66, 98–71), vyřazení tureckým Fenerbahce Istanbul (96–87, 56–95), na utkání v Istanbulu bylo 13 tisíc diváků.
  - 1994/95 vyřazení rozdílem 8 bodů ve skóre belgickým Okapi BBC Aalst (75–91, 68–60)
- Ivan Beneš celkem 64 bodů ve 12 zápasech FIBA evropských pohárů klubů

## Trenér družstva

### Kluby
- BK Kralupy nad Vltavou, muži, hrající trenér 1995–1999
- USK Praha, 1999–2001 trenér družstva žen, 2001–2012 asistent trenéra družstva žen
  - Česká basketbalová liga žen – 3x mistr České republiky (2009, 2011, 2012), 8x vicemistr (2001–2003, 2005–2008, 2010), 2x 3. místo (2000, 2004)
  - Euroliga žen, účast v 10 ročnících (2003–2012), čtvrtfinále 2005, 3x účast v osmifinále
  - FIBA Ronechetti Cup žen, účast 3 ročníky (2000–2002)
- BK Czech coal Aldast Strakonice, trenér družstva žen od prosince 2012
  - Česká basketbalová liga žen – 9. místo (2015), 2x 10. místo (2013, 2014)
- VŠ Praha (od sezóny 2015/2016)

### Česká republika
- asistent trenéra reprezentace žen
  - Olympijská hry 2012 (Londýn) 7. místo
  - Mistrovství světa žen 2010 (Ostrava, Brno) 2. místo, 2014 (Turecko) 9. místo
  - Mistrovství Evropy žen 2009 (Litva) 9. místo, 2011 (Polsko) 4. místo, 2013 (Francie) 6. místo
- Univerziády – trenér reprezentačního družstva žen
  - 2003 (7. místo, Daegu, Korea), 2005 (9. místo, Izmir, Turecko), 2007 (4. místo, Bangkok, Thajsko), 2009 (7. místo, Srbsko)
- hlavní trenér reprezentace žen (2015–2017)[1]